# Meopta
Die Unternehmensgruppe Meopta ist ein tschechisch-amerikanischer Hersteller von optischen Produkten wie Ferngläsern und Zielfernrohren. Zur Meopta gehören die Meopta-optika s.r.o. mit Sitz in Přerov und die Meopta U.S.A. Inc. in  Hauppauge. Im tschechischen Stammwerk arbeiten 2500 Mitarbeiter, die im Monat 50–60.000 Prismen und 80–100.000 Linsen fertigen. 70 % der Produktion besteht aus Industrieoptiken für bspw. Kinoprojektoren oder Vermessungstechnik, 20 % machen zivile Zielfernrohre aus sowie 10 % militärische Optiken.

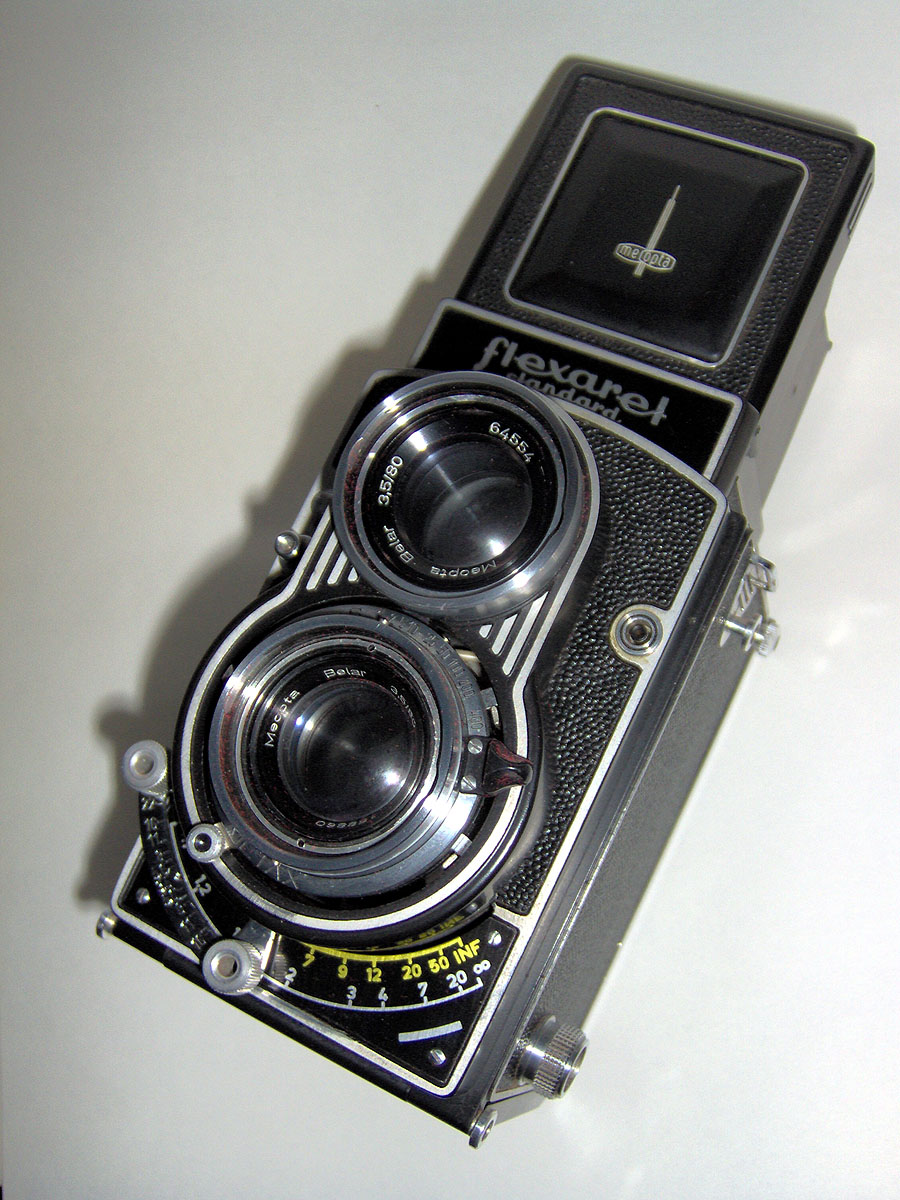
Meopta Flexaret, ca. 1963
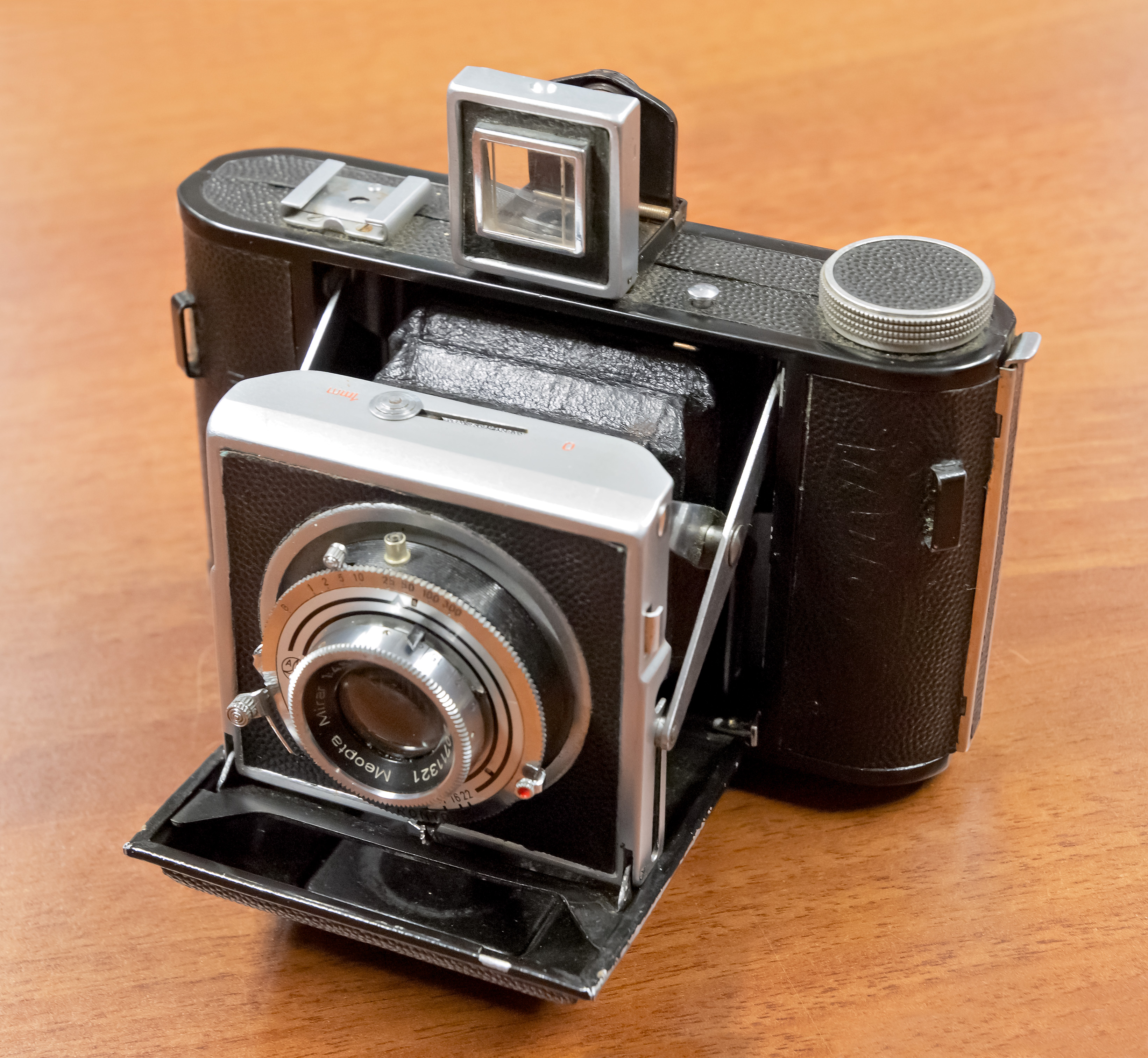
Meopta Milona
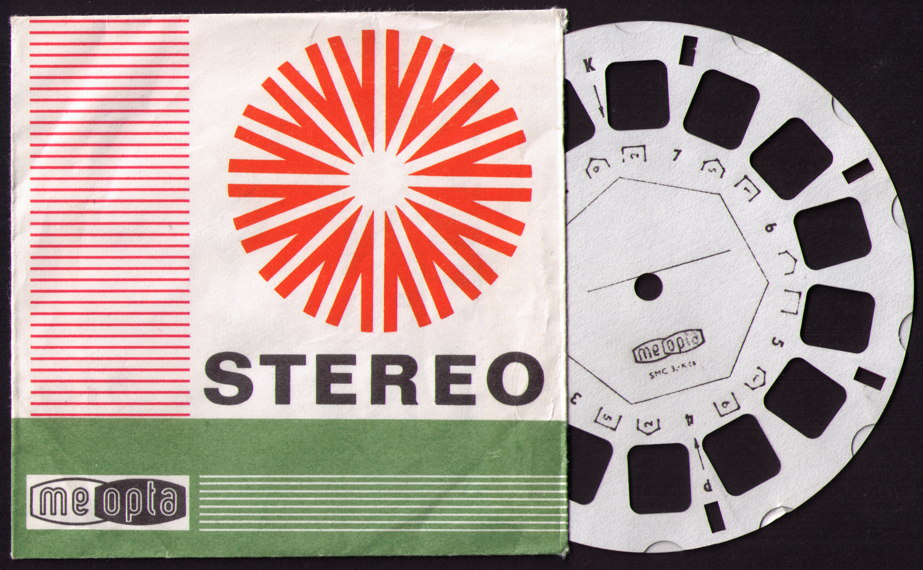
View-Master-Leerscheibe von Meopta
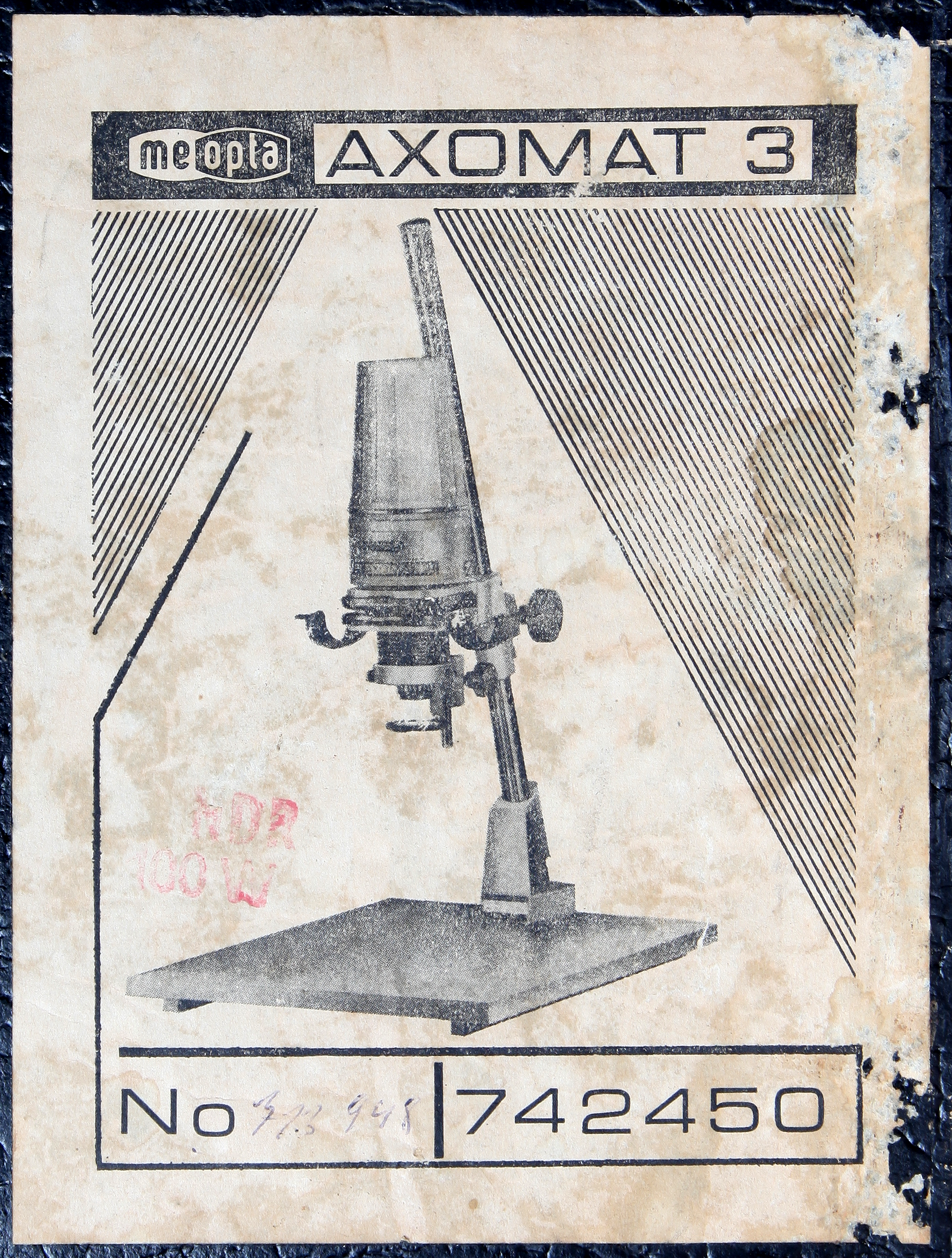
Axomat 3 Vergrößerungsgerät

## Geschichte
Das 1933 als Optikotechna von Alois Beneš und Dr. Mazurek gegründete Unternehmen stellte auch Fotokameras (Meopta Flexaret), Schmalfilmprojektoren und Stereokameras her. Mazurek konstruierte das erste in der Tschechoslowakei hergestellte Vergrößerungs-Objektiv (Teleobjektiv). Während der deutschen Besetzung fertigte Optikotechna von 1939 bis 1945 Peilgeräte, Entfernungsmesser, Periskope, Doppelferngläser und Zielfernrohre für das deutsche Militär.
1946 wurde das Unternehmen verstaatlicht und in Meopta umbenannt. Bis in die 1970er Jahre entwickelte sich das Unternehmen zu einem der bedeutendsten Hersteller von Vergrößerungsgeräten und Kinoprojektoren (z. B. Meo 5X).
Die Produktion der Foto-Vergrößerer (Axomat, Opemus, Magnifax) läuft weiterhin. Die Foto-Vergrößerer stellen eine preisgünstige Alternative zu den Vergrößerern anderer Hersteller wie Kaiser und Dunco dar.
1971 wurden weite Teile der Produktion zugunsten von Militäroptik für die Staaten des Warschauer Pakts umgestellt. Dieser Anteil betrug drei Viertel des Gesamtumsatzes. Ab 1988 wurde die Produktion von Zielfernrohren wieder aufgenommen und der militärische Anteil am Produktionsvolumen sank deutlich. 1990 begann die Aufteilung des Staatsunternehmens in mehrere Tochter-Aktiengesellschaften, die militärische Produktion wurde ganz eingestellt. 1992 wurde das Unternehmen privatisiert und an Paul Rausnitz verkauft.
Die Meopta U.S.A. Inc. 2006 ging aus der 1960 gegründeten Tyrolit Company, Inc., später TCI New York hervor.